# Villa Medicea di Cerreto Guidi

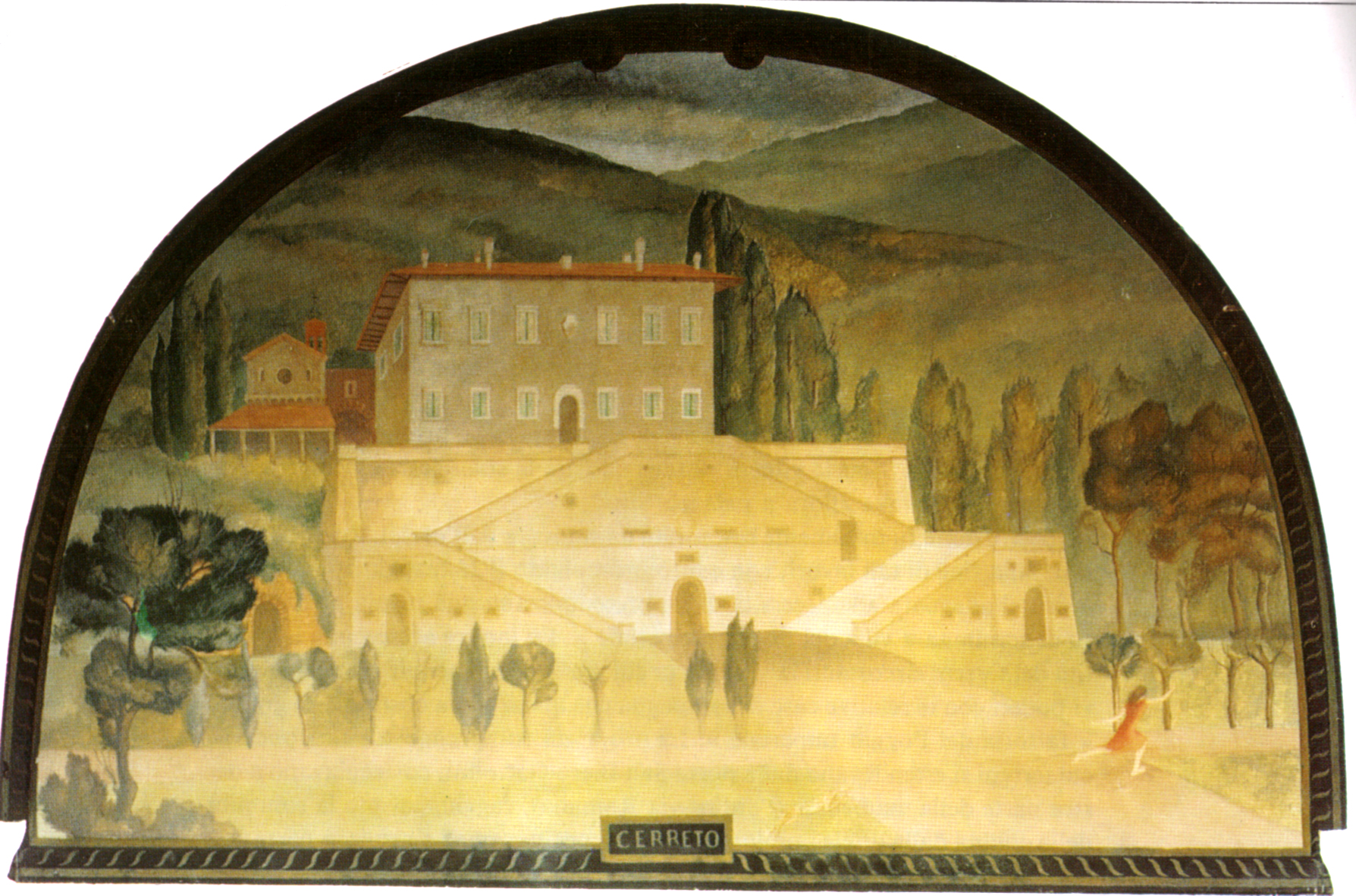
Cerreto Guidi, médaillon du XIXe siècle

La Villa Medicea di Cerreto Guidi  est une villa médicéenne qui se situe au centre de Cerreto Guidi en province de Florence.
Elle héberge un musée (comme peu de villas médicéennes) depuis 2002, le Museo storico della caccia e del territorio (Musée de la chasse et du territoire).

## Histoire
Située sur un col, passage stratégique vers le marais de Fucecchio, la villa a été construite sur un précédent château des comtes Guidi, qui laissèrent leur nom à la localité. Les transformations sont dues à Cosme Ier de Toscane, qui y fit créer une résidence de chasse, plutôt simple vers 1555, après son annexion dans les possessions du duc de Toscane.
L'architecte commandité pour ces réalisations n'est pas connu avec certitude. La manière de Bernardo Buontalenti s'y retrouve, avec  la réalisation d'une montée à double rampe symétrique, en  zigzag, visible aussi dans d'autres de ses projets, qui lui donne un aspect de forteresse.
Des études récentes estiment que la rampe a été placée dans un second temps, après l'élaboration  de la Villa di Pratolino (1569-1575) et du Forte Belvedere (1590-1595).
La construction en place fut suivie des travaux de l'architecte David Fortuni, assistant de Il Tribolo, puis en 1575 à Alfonso Parigi il vecchio, qui compléta l'édifice.
La villa fut employée pour toutes les saisons, soit pour des battues de chasse, soit comme étape pendant leurs fréquents déplacements entre Florence, Pise ou Livourne.
Le 15 juillet 1576 se produisit dans la villa l'assassinat d'Isabelle de Médicis par son  mari Paolo Giordano I Orsini. Elle fut tuée par étranglement en punition de son infidélité. À l'époque la villa appartenait à Don Giovanni de Médicis, frère d'Isabella, qui à sa mort (1621) laissa ses propriétés à son neveu Don Lorenzo de Médicis.

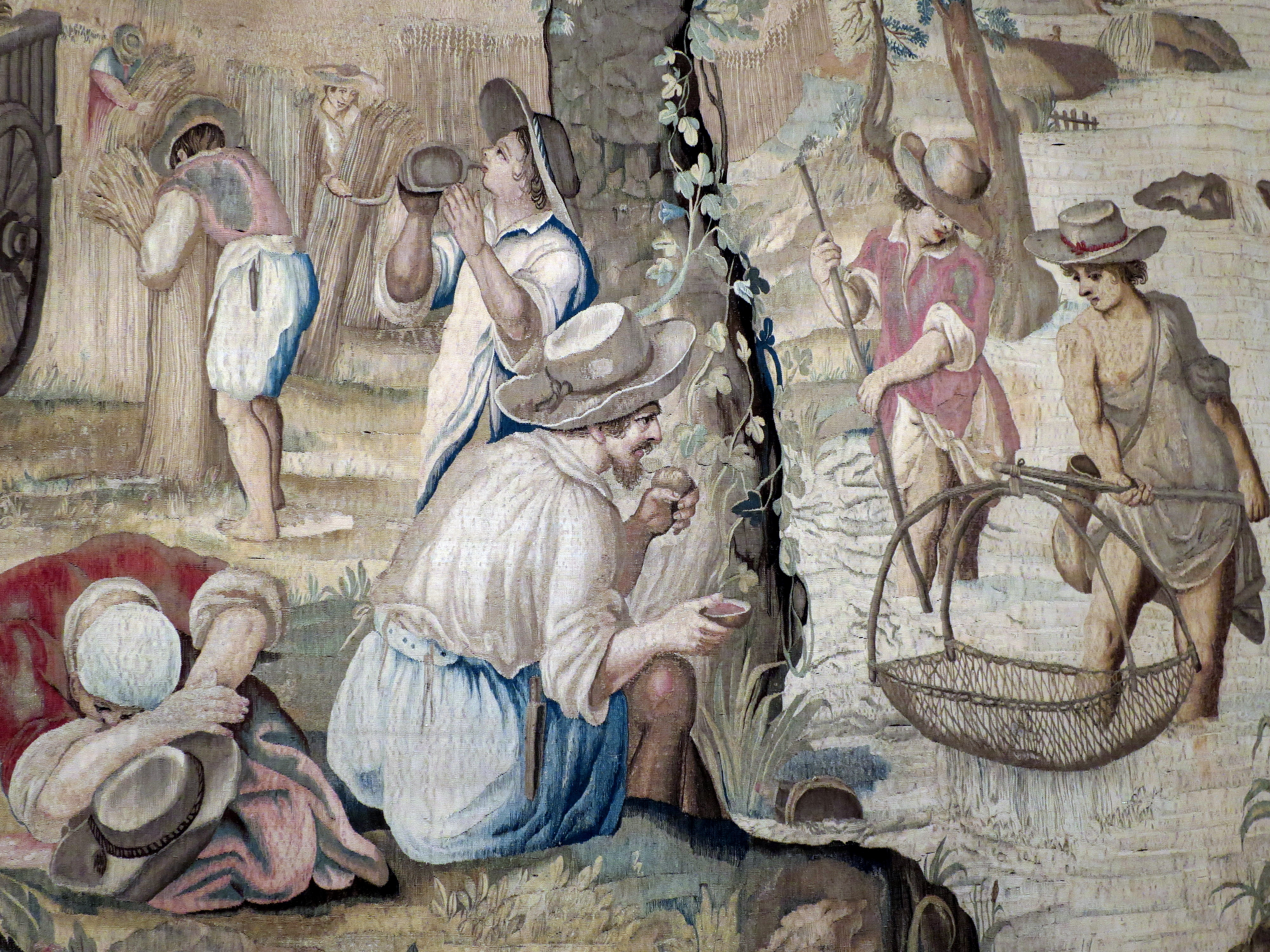
L'Été, tapisserie médicéenne de Pietro Févère, sur le dessin de Jan van der Straet et le carton de Michelangelo Cinganelli, dét.

Après la disparition de Don Lorenzo, qui n'eut pas de fils, la villa fut transmise  à son frère le grand-duc Cosme II de Médicis, qui la donna à son fils, le cardinal Léopold de Médicis (1671).
Lorsque la villa passa au cardinal, on procéda à une restructuration interne pour donner une organisation plus résidentielle et seigneuriale à l'édifice. Avec la mort de Léopold (1675) la villa retourna à Cosme II et peu de temps après furent constitués deux inventaires (1705 et 1728), des précieux documents qui nous informent comment la villa était meublée avec des peintures de prestige (d'Alessandro Allori, Matteo Rosselli, Andrea del Sarto...) et des tapisseries, dont quelques-unes  ont été peut-être identifiées comme exécutées d'après les cartons de Giovanni Stradano.
Passée aux Habsbourg-Lorraine après l'extinction de la descendance de la maison des Médicis (1738) elle fut aliénée avec un acte daté 29 mai 1780 à la famille pistoiese des Tonini. Ensuite elle fut cédée aux Maggi de Livourne en 1821, qui réalisèrent le passage vers la chapelle rurale contiguë  de San Leonardo par un portique massif.
Elle fut acquise ensuite par Maddalena Dotti veuve de Filicaja en 1885 qui l'offrit à son gendre, Giovanni Geddes, qui l'améliora de décorations du peintre Ruggero Focardi dans une salle du rez-de-chaussée  illustrant les biens des familles Dotti et de Filicaja.
En 1966 le propriétaire, Rodolfo Geddes, la vendit à Galliano Boldrini, qui trois ans plus tard, l'offrit à l'État italien à condition d'en faire un musée national.

## Musée
Au sein du Musée on peut voir une Vierge à l'enfant avec saint Bernardin et sainte Catherine de Sienne de 1460-1470, réalisée par Alesso Baldovinetti, ainsi qu'une œuvre baroque de Vincenzo Mannozzi (1600-1658), La Vérité découvrant le Mensonge, commandée par la grande-duchesse Vittoria della Rovere et destinée à être encastrée dans un mur de la Villa di Poggio Imperiale.

## Sources
- (it) Cet article est partiellement ou en totalité issu de l’article de Wikipédia en italien intitulé « Villa medicea di Cerreto Guidi » (voir la liste des auteurs).